# Marius Winzeler

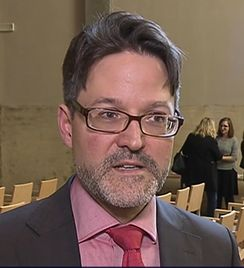
Marius Winzeler

Marius Winzeler (* 1970 in Männedorf) ist ein Schweizer Kunsthistoriker und Museumsdirektor.

## Leben
Er absolvierte ein Studium der Kunstgeschichte, Mittelalterarchäologie und deutschen Literatur an der Universität Zürich. Danach arbeitete er in einem Büro für Bauforschung und Inventarisierung in Winterthur sowie bei einem Restaurator.
1990 und 1992 machte er denkmalpflegerische Praktika in Dresden. 1994 erarbeitete er eine Ausstellung auf der Burg Gnandstein. Von 1996 bis 1998 war er Mitarbeiter an der Ersten Sächsischen Landesausstellung in Kloster St. Marienstern und realisierte 1999 die dortige Schatzkammer. Anschließend war er ab 2001 im Kulturhistorischen Museum Görlitz tätig, wo er für den Bereich Kunst zuständig war. Von 2008 bis 2015 war er Direktor der Städtischen Museen Zittau. 2009 wurde er an der TU Berlin promoviert. Im Dezember 2015 übernahm Winzeler die Leitung der Sammlung Kunst an der Nationalgalerie Prag. Zum 1. Oktober 2021 hat Winzeler in der Nachfolge von Dirk Syndram die Leitung des Grünen Gewölbes und der Rüstkammer der Staatlichen Kunstsammlungen Dresden übernommen.

## Schriften (Auswahl)
- mit János Stekovics: Burg und Kirche. Christliche Kunst in Gnandstein. 1994
- mit Günther Hauff: Die Kreuzkirche in Zürich-Hottingen . GSK, Bern, 1994, ISBN 3-85782-547-2
- mit Flurina Pescatore: Die katholische Pfarrkirche Liebfrauen in Zürich. GSK, Bern, 1997, ISBN 3-85782-612-6
- mit Annerose Klammt: „Die Moderne deutsche Kunst musste zur Geltung gebracht werden“ – Zur Erwerbung von Kunstwerken aus jüdischem Eigentum für die Kunstsammlungen in Görlitz, In: Beiträge öffentlicher Einrichtungen der Bundesrepublik Deutschland zum Umgang mit Kulturgütern aus ehemaligen jüdischen Besitz. hrsg. von Ulf Häder, Magdeburg 2001, S. 119–141
- Kunst in Görlitz – Jetzt!. Städtische Sammlungen für Geschichte und Kultur, Görlitz, 2002
- Jüdische Sammler und Mäzene in Breslau – von der Donation zur „Verwertung“ ihres Kunstbesitzes, In: Sammeln. Stiften. Fördern. Jüdische Mäzene in der deutschen Gesellschaft, red. Andrea Baresel-Brand, Peter Müller, Magdeburg 2006, S. 131–150
- Christa-Luise Riedel, Retrospektive 1983–2009: Skulptur, Malerei, Installation, Assemblage. Kunsthaus, Frankenthal, 2009
- St. Marienstern. Der Stifter, sein Kloster und die Kunst Mitteleuropas im 13. Jahrhundert. Janos Stekovics, ettin-Löbejün 2011. ISBN 978-3-89923-287-5. (= Dissertation)
- Georg Grulich: Zittau – Düsseldorf. Oettel, Zittau, 2011, ISBN 978-3-938583-62-3